# Chapelle Notre-Dame de Légevin
La chapelle Notre-Dame est située au lieu-dit "Légevin", sur la commune de Nostang dans le Morbihan.

## Historique
La chapelle Notre-Dame de Légevin est construite en 1570. Selon la tradition populaire, elle est considérée comme « la mère de Notre-Dame de Quelven ». On se rendait à la chapelle de Légevin lors du Pardon du 15 août pour demander la guérison de la fièvre. La chapelle de Légevin a été construite par les ducs de Bretagne pour les pèlerinages.
Deux hypothèses s’opposent quant à l’origine du nom de la chapelle :
1. D’après J. Danigo dans « Eglises et chapelles du doyenné de Port-Louis et de Groix » 1984, le toponyme  Légevin n’a pas de lien religieux mais désigne la résidence seigneuriale d’un certain Guiguen. On retrouve la trace d’un Lesguiguen dans les registres de la « Noblesse Bretonne » de Laigue en 1457.
2. D’après Diégo Mens, chef du service de conservation du patrimoine au  Conseil général du Morbihan, Notre-Dame de Quelven était un centre de pèlerinage aux XVe et XVIe siècles bien avant Sainte-Anne d’Auray (XVIIe siècle). À Nostang, il y a deux chapelles dédiées à Notre-Dame, distantes d’à peine 2 km entre elles, configuration géographique inhabituelle. Le terroir de Nostang (Laustang) relevait directement des Ducs de Bretagne et non des Rohan. Par conséquent, Locmaria était destinée à Notre-Dame et Légevin était une chapelle de pèlerinage et son nom serait dérivé de Les-Quelven.

Le nom de « Lés-Guiguin » est mentionné en 1423 dans les archives départementales.
La chapelle Notre-Dame de Légevin fait l’objet d’une inscription au titre des monuments historiques depuis le 15 juin 1925.

## Architecture
Le style de la chapelle de Légevin se situe entre le gothique flamboyant et la Renaissance. Le porche à l’ouest est gothique, celui au sud date de la Renaissance.
L’originalité et le charme de la chapelle tient de son clocher assis sur l’encorbellement d’une triple arcature comme celle de Landaul et de sa tourelle polygonale qui accompagne le clocheton jusqu’à son deuxième étage.
La chapelle a été construite au XVIe siècle mais elle a subi des transformations importantes au XVIIIe siècle. Le clocher s’est effondré en 1575 sans doute à la suite d'une forte tempête. La réfection du clocher a eu lieu en 1702, suivie de la pose de la voûte et de la tribune en 1708 et du clocheton en 1728.
Une stèle datant de l'âge du fer, et présentant une croix pattée, se trouve à proximité de la chapelle.